# Paul Epworth
Paul Richard Epworth (25 de julho de 1974) é um produtor musical, músico e compositor britânico. Seu trabalho com artistas inclui Adele, Rihanna, Bruno Mars, Maxïmo Park, entre muitos outros. Ele é um membro da Associação de Produtores de Música e é o fundador e proprietário da gravadora independente, Wolf Tone, tendo lançado músicas de Glass Animals, Rosie Lowe, The Horrors e Plaitum. Ele ganhou o prêmio "Produtor do Ano" no BRIT Awards três vezes, o mais recente em 2015.
Ele ganhou cinco prêmios Grammy, bem como o Oscar e o Globo de Ouro de "Melhor Canção Original" por "Skyfall".